# سیوورد
سیوورد (به انگلیسی: Sayward) یک منطقهٔ مسکونی در کانادا است که در جزیره ونکوور، بریتیش کلمبیا واقع شده‌است. سیوورد ۴٫۷۲ کیلومتر مربع مساحت و ۳۴۱ نفر جمعیت دارد و ۳۰ متر بالاتر از سطح دریا واقع شده‌است.